# Іспанізм
Іспанизми — запозичені з іспанської мови слова і звороти мови, побудовані за зразком іспанської в якій-небудь іншій мові.
Вони не настільки численні в європейських мовах, як, наприклад, латинізми та грецизми, а в українській мові далеко не настільки представлені як, наприклад, тюркізми і галліцизми.

## Іспанізми в українській мові
- анчоус, армада, асьєнда,
- банан, болеро,
- ваніль,
- гітана, гітара,
- жасмин,
- камарилья, канібал, карамель, кастаньєти, компрачикос, корида,
- лимон,
- маїс, мангуст, мантилья, мачете,
- наваха,
- патіо,
- ранчо, романс, румба,
- савана, сеньйор, серенада, сигара, сієста, силос, сомбреро,
- танго, томат, торнадо,
- фієста,
- херес, хунта,
- ельдорадо, ембарго